# ولاية باها كاليفورنيا
باها كاليفورنيا وتنطق أيضاً باخا كاليفورنيا (بالإسبانية: Baja California)‏، وتعني كاليفورنيا السفلى، واسمها رسميا ولاية باخا كاليفورنيا الحرة وذات السيادة (بالإسبانية: Estado Libre y Soberano de Baja California)‏، هي إحدى ولايات المكسيك. وتقع في أقصى الشمال وأقصى الغرب من بين الولايات الواحدة والثلاثين، والتي تشكل مع مكسيكو سيتي الكيانات الاتحادية الاثنان والثلاثين في المكسيك. أصبحت ولاية في عام 1953، وكانت قبلها تعرف باسم إقليم شمال باخا كاليفورنيا (بالإسبانية: El Territorio Norte de Baja California)‏. تبلغ مساحتها 70,113 كم مربع (27,071 ميل مربع)، ما يكوّن 3.57٪ من كتلة الأرض المكسيكية، وتضم في النصف الشمالي من شبه جزيرة باخا كاليفورنيا، شمال خط العرض 28، بالإضافة إلى جزيرة غوادالوبي في المحيط. يحدها من الغرب المحيط الهادي، ومن الشرق سونورا وولاية أريزونا الأمريكية وخليج كاليفورنيا (المعروف أيضا باسم "بحر كورتيز")، ومن الجنوب ولاية باخا كاليفورنيا سور. وتحدها من الشمال ولاية كاليفورنيا الأمريكية.
يقدر عدد سكانها الولاية بنحو 3,165,776 (تعداد يونيو 2009)  وهي أكثر كثافة سكانية من ولاية باخا كاليفورنيا سور إلى الجنوب، ومشابهة لمقاطعة سان دييغو في كاليفورنيا شمالا. يعيش أكثر من 75٪ من سكان الولاية في العاصمة مكسيكالي أو في إنسينادا أو تيخوانا. وتشمل المدن الهامة الأخرى سان فيليبي، روزاريتو، تيكاتي. ويتألف سكان الولاية من المستيزو، ومعظمهم من المهاجرين من مناطق أخرى من المكسيك، وكما هو الحال مع معظم ولايات شمال المكسيك، فيوجد بها عدد كبير من المكسيكيين من أصول أوروبية، وأيضا أقلية كبيرة من شرق آسيا والشرق الأوسط والسكان الأصليين. بالإضافة إلى ذلك، هناك عدد كبير من المهاجرين من الولايات المتحدة بسبب قربها من سان دييغو تكلفة المعيشة والرخيصة مقارنة مع سان دييغو. وهناك أيضا عدد كبير من السكان من أمريكا الوسطى. انتقل العديد من المهاجرين إلى ولاية باخا كاليفورنيا لتحسين حياتهم والوظائف ذات الأجور الأعلى بالمقارنة مع بقية المكسيك وأمريكا اللاتينية.
ترتيب باخا كاليفورنيا هو الثاني عشر بين أكبر الولايات مساحة في المكسيك. يتراوح المشهد الجغرافي من الشواطئ إلى الغابات والصحاري. العمود الفقري للولاية هو سلسلة سييرا دي باخا كاليفورنيا، حيث تقع بها أعلى قمة في شبه الجزيرة، وهي بيكاتشو ديل ديابلو. هذه السلسلة تقسم المناخ في الولاية. يكون الطقس في شمال غرب البلاد شبه الجاف والمتوسطي. في وسط الضيق، ويتغير المناخ إلى رطب بسبب الارتفاع. يوجد عدد قليل من الوديان في هذه المنطقة، مثل فالي دي غوادالوبي، أهم منطقة منتجة للنبيذ في المكسيك. تهيمن صحراء سونورا على الجغرافيا إلى الشرق من سلسلة الجبال. يصبح المناخ أكثر جفافا في الجنوب في صحراء فيزكينو. الولاية هي أيضا موطن العديد من الجزر الواقعة قبالة شواطئها والبعيدة عنها. كما أن أقصى نقطة غربية في المكسيك، وهي جزيرة غوادالوبي، هي جزء من ولاية باخا كاليفورنيا. وجزر كورونادو، تودوس سانتوس، سيدروس تقع على شاطئ المحيط الهادئ. على خليج كاليفورنيا، أكبر جزيرة هي أنخل دي لا غواردا، وتفصلها عن شبه الجزيرة قناة عميقة وضيقة هي كانال دي باليناس.

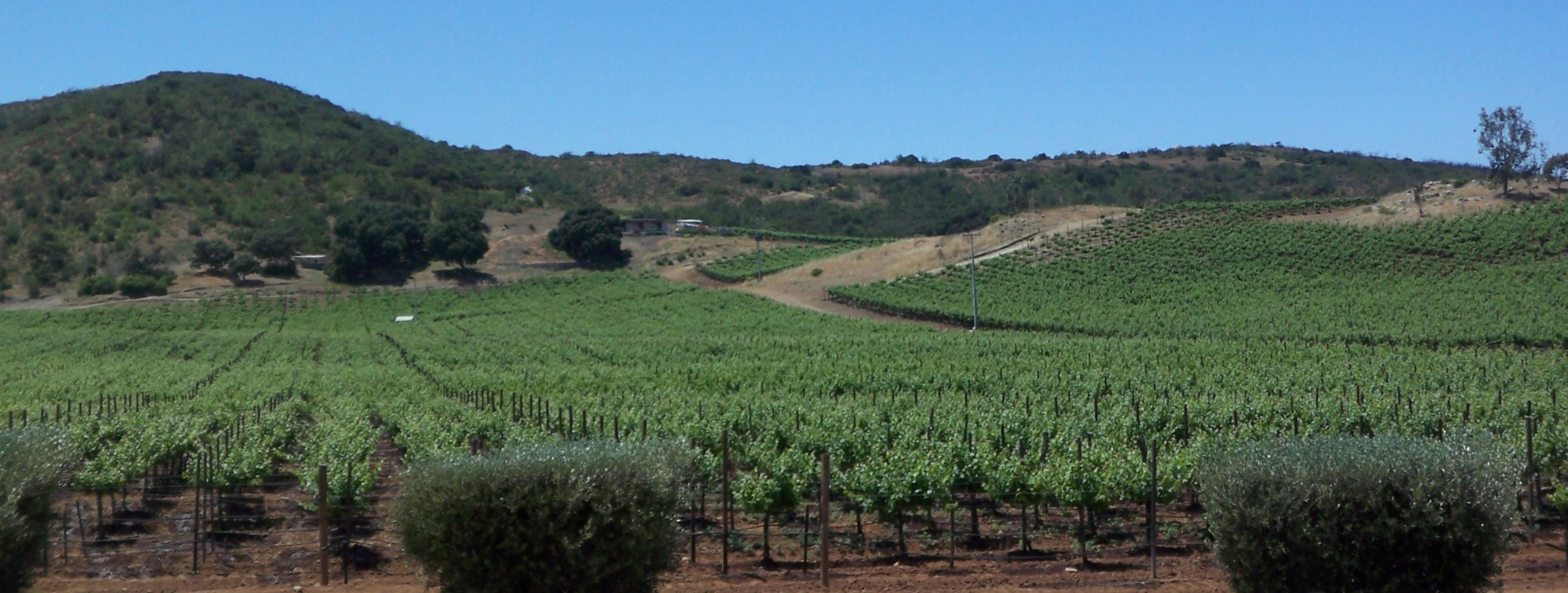
مزارع في ولاية باخا كاليفورنيا

## الاقتصاد
في سنة 2005 أصبح الناتج المحلي للولاية يشكل 3.3% من الناتج الإجمالي الفدرالي للمكسيك. وهناك أكثر من 900 شركة مقرها ولاية باخا كاليفورنيا. وبحسب قانون 1973 للاستثمار المحلي، يحق للمستثمر الأجنبي الاستثمار في مصالح في الداخل المكسيكي إذا كان له شراكة مع بنك محلي مكسيكي. مما جلب الأرباح للولاية بحسب كونها قريبة إلى الولايات المتحدة الأمريكية.